# M101 ULX-1
M101 ULX-1 (CXOKM101 J140332.74+542102) – ultraintensywne źródło rentgenowskie położone w odległej o 20 milionów lat świetlnych galaktyce M101. Obiekt złożony jest z gwiazdy Wolfa-Rayeta i czarnej dziury o masie gwiazdowej.

## Nazwa i odkrycie
Obiekt został odkryty w 2000 przez satelitę ROSAT i potwierdzony jako ultraintensywne źródło rentgenowskie przez obserwacje teleskopu kosmicznego Chandra.
Oznaczenie obiektu, M101 ULX-1, wywodzi się od miejsca jego położenia (galaktyka M101), a „ULX-1” oznacza, że jest to pierwsze ultraintensywne źródło rentgenowskie (ultraluminous X-ray source, ULX) odkryte w tej galaktyce. Druga część pełnego oznaczenia, J140332.74+542102, określa położenie obiektu na niebie.

## Charakterystyka
Pierwsze obserwacje obiektu i jego bardzo wysoka jasność w zakresie promieniowania rentgenowskiego sięgająca 3 ×1040 erg s−1 silnie sugerowały, że w skład obiektu należy typowa, choć hipotetyczna, czarna dziura o masie pośredniej. Według pierwszych teoretycznych wyliczeń, masa takiego obiektu miała wynosić ponad 2800 mas Słońca. Analiza archiwalnych zdjęć teleskopu kosmicznego Hubble’a pozwoliła także na odkrycie optycznego składnika układu podwójnego, który został początkowo zidentyfikowany jako nadolbrzym, prawdopodobnie należący do typu OB.
W późniejszym czasie powstał następny, niepotwierdzony wówczas model, według którego obiekt składał się on z błękitnego nadolbrzyma i czarnej dziury o masie gwiazdowej o masie szacowanej na 20 - 40 M☉, pod uwagę brane były także inne hipotezy według których obiektem centralnym M101 ULX-1 mógł być białym karłem lub gwiazdą neutronową.
Dodatkowe obserwacje obiektu pozwoliły ustalić, że jego wizualną częścią jest gwiazda Wolfa-Rayeta, określono także jej okres orbitalny wynoszący 8,2 dnia i masę wynoszącą około 19 mas Słońca. Tak ścisłe określenie charakterystyki gwiazdy umożliwiły dokładne wyliczenie masy czarnej dziury, która wynosi najprawdopodobniej pomiędzy 20 a 30 mas Słońca, choć może wynosić tak niewiele jak pięć mas Słońca.
Według znanych teoretycznie modeli ultraintensywnych źródeł rentgenowskich, tak małe obiekty nie powinny być w stanie wytwarzać wysokich energii emitowanych przez M101 ULX-1. Według jednej z hipotez, sprawcą tak silnego promieniowania obiektu jest wiatr gwiazdowy emitowany przez gwiazdę Wolfa-Rayeta, ale jak dotychczas nie opracowano jeszcze dokładnego modelu w jaki sposób miałoby się to odbywać.
Odkrycie, że M101 ULX-1 składa się z czarnej dziury o masie gwiazdowej, a nie o masie pośredniej, może także sugerować, iż czarne dziury o masie pośredniej, które według modeli teoretycznych mają być odpowiedzialne za ultraintensywne układy rentgenowskie, w ogólne nie istnieją. Dotychczas najsilniejszym dowodem pośrednim na istnienie takich czarnych dziur były właśnie ULX, ale odkrycie dokładnej natury M101 ULX-1 stawia pod znakiem zapytania teorie na ten temat.